# Розовка (Пологовский район)
Розовка (укр. Розівка) — посёлок в Пологовском районе Запорожской области на Украине.  Является административным центром Розовского поселкового совета, в который также входят сёла Луганское и Першотравневое.

## Географическое положение
Розовка находится недалеко от истоков рек Кальчик, Каратыш, Сухие Ялы. Примыкает к селу Зоряное.

## История

### До революции 1917 года
Немецкая колония №6 «Грунау» основана летом 1824 года в 50 км северо-западнее от Мариуполя 29 семьями из Западной Пруссии (район севернее города Эльблонг (нем. Kreis Elbing)). Название происходит от поселения Грюнау (современное наименование пол. Gronowo) древней территории Западной Пруссии.
В 1911 году колония Грунау переименована в Александро-Невское.
До 1917 года село находилось в составе Мариупольского уезда Екатеринославской губернии, являясь центром Александро-Невской (Грунауской) волости.

### После революции
В марте 1919 года Екатеринославская губерния стала частью независимой Украинской ССР. С лета 1919 по весну 1920 село Александро-Невское контролировалось войсками Деникина. После их отступления в апреле 1920 года Мариупольский уезд был включён в состав Донецкой губернии. 
В 1923 году принято новое окружное деление внутри губерний, село стало частью Мариупольского округа. В 1925 году губернии были ликвидированы, округа стали непосредственно подчиняться властям УССР. В том же году создан Люксембургский немецкий район, центром которого стала современная Розовка, носившая до этого название Александроневск, а в 1924 году переименованная в Люксембург. Название же Розовка принадлежало посёлку железнодорожников, расположенному западнее (бывшая колония №7 «Розенберг»), ныне представляющему собой село Зоряное. Оно же являлось и центром существовавшего с 1926 года Розовского сельсовета, в то время как село Люксембург (т.е. современная Розовка) было центром отдельного Люксембургского сельсовета, в который входили колонии Люксембург, Казённосельск, Листвянка, Луганск, Ясиновая, водогонная станция Розовка, а также казармы, располагавшиеся вдоль железной дороги. 
В 1932 году окружное деление было упразднено, вместо округов созданы области. Люксембургский район вошёл в состав Днепропетровской области. В 1938 году Люксембургу присвоен статус посёлка городского типа. 
20 февраля 1939 года Люксембургский район, отошедший 10 января к создаваемой Запорожской области, был ликвидирован и разделён. Посёлок Люксембург был переименован в Розовку, став частью района им. Куйбышева Запорожской области.  
Во время Великой Отечественной войны с 10 октября 1941 до 1943 года посёлок находился под немецкой оккупацией.
В 1946 году к Розовке было присоединено располагавшееся севернее село Казённосельск (бывшая немецкая колония №5 «Кронсдорф»).
В 1955 году здесь действовали маслобойный завод, маслодельный завод, мельница, две школы, три начальные школы, Дом культуры, кинотеатр и две библиотеки.
В 1974 году здесь действовали завод металлических бытовых изделий, несколько предприятий пищевой промышленности и историко-краеведческий музей.
В 1983 году в селе действовали завод «Металлобыт», межколхозная строительная организация, производственное отделение райсельхозтехники, комбинат коммунальных предприятий, две общеобразовательные школы, музыкальная школа, больница, поликлиника, Дом культуры, два кинотеатра, две библиотеки, краеведческий музей и Розовская опытная станция Всесоюзного научно-исследовательского института кукурузы.
После создания 26 июня 1992 года Розовского района Розовка стала районным центром.
В апреле 2007 года находившийся здесь совхоз «Розовский» передан в ведение Украинской академии аграрных наук.
В апреле 2012 года Розовский райотдел внутренних дел был включён в состав Куйбышевского РОВД.
В 2014 году на автомобильной трассе у Розовки был оборудован полицейский блокпост.

### Вторжение России в Украину
В ходе вторжения России на Украину в марте 2022 года город был оккупирован российскими войсками

## Население
В 1857 году насчитывалось 26 дворов и 6 безземельных семей.
| Годы      | 1858 | 1859 | 1885 | 1897  | 1905  | 1908  | 1910  | 1911  |
| --------- | ---- | ---- | ---- | ----- | ----- | ----- | ----- | ----- |
| Население | 512  | ▲513 | ▲691 | ▼339  | ▼308  | ▲330  | ▲422  | ▲427  |
| Годы      | 1918 | 1919 | 1922 | 1989  | 2001  | 2010  | 2013  | 2016  |
| Население | ▲432 | ▼397 | ▼393 | ▲4871 | ▼4359 | ▼4103 | ▼3408 | ▼3285 |

## Экономика
- Розовский элеватор[15]
- «Злагода», ООО.
- «Прогресс», ООО.
- Розовская опытная станция Института зернового хозяйства Украинской академии аграрных наук.
- Розовский кирпичный завод. (Прекратил деятельность в 2015 году)

## Объекты социальной сферы
- Школа № 1.
- Школа № 2.
- Детский сад.
- Розовская центральная районная больница.
- Розовская районная библиотека.

## Транспорт
Станция Розовка на линии Донецк — Камыш-Заря Донецкой железной дороги и автомобильная дорога Т-0803.

## Религия
- Храм Святого Князя Александра Невского Украинской православной церкви[16]
- Евангелистский приход